# Tour de Hungría 2023
La 44.ª edición del Tour de Hungría fue una carrera de ciclismo en ruta por etapas que se celebró entre el 10 y el 14 de mayo de 2023 en Hungría con inicio en la ciudad de Szentgotthárd y final en la ciudad de Budapest sobre un recorrido de 880,2 kilómetros.
La carrera formó parte del UCI ProSeries 2023, dentro de la categoría 2.Pro, y fue ganada por el suizo Marc Hirschi del UAE Team Emirates. Completaron el podio, como segundo y tercer clasificado respectivamente, el británico Ben Tulett del INEOS Grenadiers y el también suizo Yannis Voisard del Tudor.

## Equipos participantes
Tomaron parte en la carrera 22 equipos: 9 de categoría UCI WorldTeam invitado por la organización, 9 de categoría UCI ProTeam, 3 de categoría Continental y la selección nacional de Hungría. Formaron así un pelotón de 132 ciclistas de los que acabaron 121. Los equipos participantes fueron:
| WorldTeams (9)- Alpecin-Deceuninck - Bahrain Victorious - Bora-Hansgrohe - Ineos Grenadiers - Soudal Quick-Step - Team DSM - Team Jayco AlUla - Trek-Segafredo - UAE Team Emirates ProTeams (9)- Caja Rural-Seguros RGA - Eolo-Kometa - Human Powered Health - Israel-Premier Tech - Lotto Dstny - Q36.5 Pro Cycling Team - Team Flanders-Baloise - Team Novo Nordisk - Tudor Pro Cycling Team Equipos continentales (3)- ATT Investments - Sofer-Savini Due-OMZ - Epronex-Hungary Cycling Team Equipo nacional- Hungría |
| |

## Recorrido
El Tour de Hungría dispuso de tres etapas para un recorrido total de 510,3 kilómetros, donde emerge como un reto de gran dificultad por su variado trazado.
| Etapa     | Fecha     | Recorrido                     | type                   | Distancia (km) | Desnivel (m) | Ganador           | Líder             |
| --------- | --------- | ----------------------------- | ---------------------- | -------------- | ------------ | ----------------- | ----------------- |
| 1.ª etapa | 10 de may | Szentgotthárd – Szentgotthárd | etapa llana            | 168,6          | 821 m        | Dylan Groenewegen | Dylan Groenewegen |
| 2.ª etapa | 11 de may | Zalaegerszeg – Keszthely      | etapa llana            | 175,3          | 923 m        | Fabio Jakobsen    | Fabio Jakobsen    |
| 3.ª etapa | 12 de may | Kaposvár – Pécs               | etapa de media montaña | 179,9          | 2511 m       | Marc Hirschi      | Marc Hirschi      |
| 4.ª etapa | 13 de may | Martonvásár – Dobogó-kő       | etapa de media montaña | 206,4          | 2646 m       | Yannis Voisard    | Marc Hirschi      |
| 5.ª etapa | 14 de may | Budapest – Budapest           | etapa llana            | 150            | 224 m        | cancelada         | Marc Hirschi      |

### 1.ª etapa
| Szentgotthárd - Szentgotthárd | etapa llana | (168,6 km) |

| \| Clasificación de la etapa \| Clasificación de la etapa \| Clasificación de la etapa \| Clasificación de la etapa \| Clasificación de la etapa \| \| Ciclista \| Ciclista \| Equipo \| Tiempo \| \| \| ------------------------- \| ------------------------- \| ------------------------- \| ------------------------- \| ------------------------- \| \| 1.º \| Dylan Groenewegen \| Team Jayco AlUla \| 3 h 42 min 56 s \| \| \| 2.º \| Sam Bennett \| Bora-Hansgrohe \| + 0 s \| \| \| 3.º \| Caleb Ewan \| Lotto Dstny \| + 0 s \| \| \| 4.º \| Phil Bauhaus \| Bahrain Victorious \| + 0 s \| \| \| 5.º \| Álvaro Hodeg \| UAE Team Emirates \| + 0 s \| \| \| 6.º \| Maikel Zijlaard \| Tudor Pro Cycling Team \| + 0 s \| \| \| 7.º \| Fabio Jakobsen \| Soudal Quick-Step \| + 0 s \| \| \| 8.º \| Matyáš Kopecký \| Team Novo Nordisk \| + 0 s \| \| \| 9.º \| Sasha Weemaes \| Human Powered Health \| + 0 s \| \| \| 10.º \| Jules Hesters \| Team Flanders-Baloise \| + 0 s \| \| |                   |                        |                 |
| |                   |                        |                 |
| Fuente: ProCyclingStats |                   |                        |                 |
| Clasificación de la etapa |                   |                        |                 |
| Ciclista | Ciclista          | Equipo                 | Tiempo          |
| 1.º | Dylan Groenewegen | Team Jayco AlUla       | 3 h 42 min 56 s |
| 2.º | Sam Bennett       | Bora-Hansgrohe         | + 0 s           |
| 3.º | Caleb Ewan        | Lotto Dstny            | + 0 s           |
| 4.º | Phil Bauhaus      | Bahrain Victorious     | + 0 s           |
| 5.º | Álvaro Hodeg      | UAE Team Emirates      | + 0 s           |
| 6.º | Maikel Zijlaard   | Tudor Pro Cycling Team | + 0 s           |
| 7.º | Fabio Jakobsen    | Soudal Quick-Step      | + 0 s           |
| 8.º | Matyáš Kopecký    | Team Novo Nordisk      | + 0 s           |
| 9.º | Sasha Weemaes     | Human Powered Health   | + 0 s           |
| 10.º | Jules Hesters     | Team Flanders-Baloise  | + 0 s           |

| \| Clasificación general \| Clasificación general \| Clasificación general \| Clasificación general \| Clasificación general \| \| Ciclista \| Ciclista \| Equipo \| Tiempo \| \| \| --------------------- \| --------------------- \| ---------------------------- \| --------------------- \| --------------------- \| \| 1.º \| Dylan Groenewegen \| Team Jayco AlUla \| 3 h 42 min 46 s \| \| \| 2.º \| Matúš Štoček \| ATT Investments \| + 2 s \| \| \| 3.º \| Sam Bennett \| Bora-Hansgrohe \| + 4 s \| \| \| 4.º \| Charles Planet \| Team Novo Nordisk \| + 5 s \| \| \| 5.º \| Caleb Ewan \| Lotto Dstny \| + 6 s \| \| \| 6.º \| Balázs Rózsa \| Epronex-Hungary Cycling Team \| + 7 s \| \| \| 7.º \| Ward Vanhoof \| Team Flanders-Baloise \| + 9 s \| \| \| 8.º \| Zétény Szijártó \| Hungría \| + 9 s \| \| \| 9.º \| Phil Bauhaus \| Bahrain Victorious \| + 10 s \| \| \| 10.º \| Álvaro Hodeg \| UAE Team Emirates \| + 10 s \| \| |                   |                              |                 |
| |                   |                              |                 |
| Fuente: ProCyclingStats |                   |                              |                 |
| Clasificación general |                   |                              |                 |
| Ciclista | Ciclista          | Equipo                       | Tiempo          |
| 1.º | Dylan Groenewegen | Team Jayco AlUla             | 3 h 42 min 46 s |
| 2.º | Matúš Štoček      | ATT Investments              | + 2 s           |
| 3.º | Sam Bennett       | Bora-Hansgrohe               | + 4 s           |
| 4.º | Charles Planet    | Team Novo Nordisk            | + 5 s           |
| 5.º | Caleb Ewan        | Lotto Dstny                  | + 6 s           |
| 6.º | Balázs Rózsa      | Epronex-Hungary Cycling Team | + 7 s           |
| 7.º | Ward Vanhoof      | Team Flanders-Baloise        | + 9 s           |
| 8.º | Zétény Szijártó   | Hungría                      | + 9 s           |
| 9.º | Phil Bauhaus      | Bahrain Victorious           | + 10 s          |
| 10.º | Álvaro Hodeg      | UAE Team Emirates            | + 10 s          |

### 2.ª etapa
| Zalaegerszeg - Keszthely | etapa llana | (175,3 km) |

| \| Clasificación de la etapa \| Clasificación de la etapa \| Clasificación de la etapa \| Clasificación de la etapa \| Clasificación de la etapa \| \| Ciclista \| Ciclista \| Equipo \| Tiempo \| \| \| ------------------------- \| ------------------------- \| ------------------------- \| ------------------------- \| ------------------------- \| \| 1.º \| Fabio Jakobsen \| Soudal Quick-Step \| 4 h 05 min 21 s \| \| \| 2.º \| Phil Bauhaus \| Bahrain Victorious \| + 0 s \| \| \| 3.º \| Vito Braet \| Team Flanders-Baloise \| + 0 s \| \| \| 4.º \| Casper van Uden \| Team DSM \| + 0 s \| \| \| 5.º \| Maikel Zijlaard \| Tudor Pro Cycling Team \| + 0 s \| \| \| 6.º \| Thibau Nys \| Trek-Segafredo \| + 0 s \| \| \| 7.º \| Caleb Ewan \| Lotto Dstny \| + 0 s \| \| \| 8.º \| Taj Jones \| Israel-Premier Tech \| + 0 s \| \| \| 9.º \| Matteo Moschetti \| Q36.5 Pro Cycling Team \| + 0 s \| \| \| 10.º \| Matyáš Kopecký \| Team Novo Nordisk \| + 0 s \| \| |                  |                        |                 |
| |                  |                        |                 |
| Fuente: ProCyclingStats |                  |                        |                 |
| Clasificación de la etapa |                  |                        |                 |
| Ciclista | Ciclista         | Equipo                 | Tiempo          |
| 1.º | Fabio Jakobsen   | Soudal Quick-Step      | 4 h 05 min 21 s |
| 2.º | Phil Bauhaus     | Bahrain Victorious     | + 0 s           |
| 3.º | Vito Braet       | Team Flanders-Baloise  | + 0 s           |
| 4.º | Casper van Uden  | Team DSM               | + 0 s           |
| 5.º | Maikel Zijlaard  | Tudor Pro Cycling Team | + 0 s           |
| 6.º | Thibau Nys       | Trek-Segafredo         | + 0 s           |
| 7.º | Caleb Ewan       | Lotto Dstny            | + 0 s           |
| 8.º | Taj Jones        | Israel-Premier Tech    | + 0 s           |
| 9.º | Matteo Moschetti | Q36.5 Pro Cycling Team | + 0 s           |
| 10.º | Matyáš Kopecký   | Team Novo Nordisk      | + 0 s           |

| \| Clasificación general \| Clasificación general \| Clasificación general \| Clasificación general \| Clasificación general \| \| Ciclista \| Ciclista \| Equipo \| Tiempo \| \| \| --------------------- \| --------------------- \| --------------------- \| --------------------- \| --------------------- \| \| 1.º \| Fabio Jakobsen \| Soudal Quick-Step \| 7 h 48 min 07 s \| \| \| 2.º \| Dylan Groenewegen \| Team Jayco AlUla \| + 0 s \| \| \| 3.º \| Matúš Štoček \| ATT Investments \| + 2 s \| \| \| 4.º \| Phil Bauhaus \| Bahrain Victorious \| + 4 s \| \| \| 5.º \| Sam Bennett \| Bora-Hansgrohe \| + 4 s \| \| \| 6.º \| Filippo Ridolfo \| Team Novo Nordisk \| + 4 s \| \| \| 7.º \| Caleb Ewan \| Lotto Dstny \| + 6 s \| \| \| 8.º \| Vito Braet \| Team Flanders-Baloise \| + 6 s \| \| \| 9.º \| Jhonatan Narváez \| Ineos Grenadiers \| + 7 s \| \| \| 10.º \| Daniel Turek \| ATT Investments \| + 7 s \| \| |                   |                       |                 |
| |                   |                       |                 |
| Fuente: ProCyclingStats |                   |                       |                 |
| Clasificación general |                   |                       |                 |
| Ciclista | Ciclista          | Equipo                | Tiempo          |
| 1.º | Fabio Jakobsen    | Soudal Quick-Step     | 7 h 48 min 07 s |
| 2.º | Dylan Groenewegen | Team Jayco AlUla      | + 0 s           |
| 3.º | Matúš Štoček      | ATT Investments       | + 2 s           |
| 4.º | Phil Bauhaus      | Bahrain Victorious    | + 4 s           |
| 5.º | Sam Bennett       | Bora-Hansgrohe        | + 4 s           |
| 6.º | Filippo Ridolfo   | Team Novo Nordisk     | + 4 s           |
| 7.º | Caleb Ewan        | Lotto Dstny           | + 6 s           |
| 8.º | Vito Braet        | Team Flanders-Baloise | + 6 s           |
| 9.º | Jhonatan Narváez  | Ineos Grenadiers      | + 7 s           |
| 10.º | Daniel Turek      | ATT Investments       | + 7 s           |

### 3.ª etapa
| Kaposvár - Pécs | etapa de media montaña | (179,9 km) |

| \| Clasificación de la etapa \| Clasificación de la etapa \| Clasificación de la etapa \| Clasificación de la etapa \| Clasificación de la etapa \| \| Ciclista \| Ciclista \| Equipo \| Tiempo \| \| \| ------------------------- \| ------------------------- \| ------------------------- \| ------------------------- \| ------------------------- \| \| 1.º \| Marc Hirschi \| UAE Team Emirates \| 4 h 26 min 57 s \| \| \| 2.º \| Ben Tulett \| Ineos Grenadiers \| + 8 s \| \| \| 3.º \| Max Poole \| Team DSM \| + 10 s \| \| \| 4.º \| Sylvain Moniquet \| Lotto Dstny \| + 12 s \| \| \| 5.º \| Oscar Onley \| Team DSM \| + 12 s \| \| \| 6.º \| Matteo Fabbro \| Bora-Hansgrohe \| + 12 s \| \| \| 7.º \| Egan Bernal \| Ineos Grenadiers \| + 12 s \| \| \| 8.º \| Yannis Voisard \| Tudor Pro Cycling Team \| + 23 s \| \| \| 9.º \| Matteo Badilatti \| Q36.5 Pro Cycling Team \| + 23 s \| \| \| 10.º \| Márton Dina \| ATT Investments \| + 23 s \| \| |                  |                        |                 |
| |                  |                        |                 |
| Fuente: ProCyclingStats |                  |                        |                 |
| Clasificación de la etapa |                  |                        |                 |
| Ciclista | Ciclista         | Equipo                 | Tiempo          |
| 1.º | Marc Hirschi     | UAE Team Emirates      | 4 h 26 min 57 s |
| 2.º | Ben Tulett       | Ineos Grenadiers       | + 8 s           |
| 3.º | Max Poole        | Team DSM               | + 10 s          |
| 4.º | Sylvain Moniquet | Lotto Dstny            | + 12 s          |
| 5.º | Oscar Onley      | Team DSM               | + 12 s          |
| 6.º | Matteo Fabbro    | Bora-Hansgrohe         | + 12 s          |
| 7.º | Egan Bernal      | Ineos Grenadiers       | + 12 s          |
| 8.º | Yannis Voisard   | Tudor Pro Cycling Team | + 23 s          |
| 9.º | Matteo Badilatti | Q36.5 Pro Cycling Team | + 23 s          |
| 10.º | Márton Dina      | ATT Investments        | + 23 s          |

| \| Clasificación general \| Clasificación general \| Clasificación general \| Clasificación general \| Clasificación general \| \| Ciclista \| Ciclista \| Equipo \| Tiempo \| \| \| --------------------- \| --------------------- \| ---------------------- \| --------------------- \| --------------------- \| \| 1.º \| Marc Hirschi \| UAE Team Emirates \| 12 h 15 min 04 s \| \| \| 2.º \| Ben Tulett \| Ineos Grenadiers \| + 10 s \| \| \| 3.º \| Max Poole \| Team DSM \| + 16 s \| \| \| 4.º \| Oscar Onley \| Team DSM \| + 22 s \| \| \| 5.º \| Sylvain Moniquet \| Lotto Dstny \| + 22 s \| \| \| 6.º \| Matteo Fabbro \| Bora-Hansgrohe \| + 22 s \| \| \| 7.º \| Egan Bernal \| Ineos Grenadiers \| + 22 s \| \| \| 8.º \| Márton Dina \| ATT Investments \| + 33 s \| \| \| 9.º \| Yannis Voisard \| Tudor Pro Cycling Team \| + 33 s \| \| \| 10.º \| Matteo Badilatti \| Q36.5 Pro Cycling Team \| + 33 s \| \| |                  |                        |                  |
| |                  |                        |                  |
| Fuente: ProCyclingStats |                  |                        |                  |
| Clasificación general |                  |                        |                  |
| Ciclista | Ciclista         | Equipo                 | Tiempo           |
| 1.º | Marc Hirschi     | UAE Team Emirates      | 12 h 15 min 04 s |
| 2.º | Ben Tulett       | Ineos Grenadiers       | + 10 s           |
| 3.º | Max Poole        | Team DSM               | + 16 s           |
| 4.º | Oscar Onley      | Team DSM               | + 22 s           |
| 5.º | Sylvain Moniquet | Lotto Dstny            | + 22 s           |
| 6.º | Matteo Fabbro    | Bora-Hansgrohe         | + 22 s           |
| 7.º | Egan Bernal      | Ineos Grenadiers       | + 22 s           |
| 8.º | Márton Dina      | ATT Investments        | + 33 s           |
| 9.º | Yannis Voisard   | Tudor Pro Cycling Team | + 33 s           |
| 10.º | Matteo Badilatti | Q36.5 Pro Cycling Team | + 33 s           |

### 4.ª etapa
| Martonvásár - Dobogó-kő | etapa de media montaña | (206,4 km) |

| \| Clasificación de la etapa \| Clasificación de la etapa \| Clasificación de la etapa \| Clasificación de la etapa \| Clasificación de la etapa \| \| Ciclista \| Ciclista \| Equipo \| Tiempo \| \| \| ------------------------- \| ------------------------- \| ------------------------- \| ------------------------- \| ------------------------- \| \| 1.º \| Yannis Voisard \| Tudor Pro Cycling Team \| 5 h 04 min 14 s \| \| \| 2.º \| Thibau Nys \| Trek-Segafredo \| + 10 s \| \| \| 3.º \| Sylvain Moniquet \| Lotto Dstny \| + 10 s \| \| \| 4.º \| Marc Hirschi \| UAE Team Emirates \| + 10 s \| \| \| 5.º \| Ben Tulett \| Ineos Grenadiers \| + 10 s \| \| \| 6.º \| Max Poole \| Team DSM \| + 10 s \| \| \| 7.º \| Matteo Fabbro \| Bora-Hansgrohe \| + 10 s \| \| \| 8.º \| Oscar Onley \| Team DSM \| + 10 s \| \| \| 9.º \| Davide Piganzoli \| Eolo-Kometa \| + 10 s \| \| \| 10.º \| Paul Double \| Human Powered Health \| + 10 s \| \| |                  |                        |                 |
| |                  |                        |                 |
| Fuente: ProCyclingStats |                  |                        |                 |
| Clasificación de la etapa |                  |                        |                 |
| Ciclista | Ciclista         | Equipo                 | Tiempo          |
| 1.º | Yannis Voisard   | Tudor Pro Cycling Team | 5 h 04 min 14 s |
| 2.º | Thibau Nys       | Trek-Segafredo         | + 10 s          |
| 3.º | Sylvain Moniquet | Lotto Dstny            | + 10 s          |
| 4.º | Marc Hirschi     | UAE Team Emirates      | + 10 s          |
| 5.º | Ben Tulett       | Ineos Grenadiers       | + 10 s          |
| 6.º | Max Poole        | Team DSM               | + 10 s          |
| 7.º | Matteo Fabbro    | Bora-Hansgrohe         | + 10 s          |
| 8.º | Oscar Onley      | Team DSM               | + 10 s          |
| 9.º | Davide Piganzoli | Eolo-Kometa            | + 10 s          |
| 10.º | Paul Double      | Human Powered Health   | + 10 s          |

| \| Clasificación general \| Clasificación general \| Clasificación general \| Clasificación general \| Clasificación general \| \| Ciclista \| Ciclista \| Equipo \| Tiempo \| \| \| --------------------- \| --------------------- \| ---------------------- \| --------------------- \| --------------------- \| \| 1.º \| Marc Hirschi \| UAE Team Emirates \| 17 h 19 min 28 s \| \| \| 2.º \| Ben Tulett \| Ineos Grenadiers \| + 10 s \| \| \| 3.º \| Yannis Voisard \| Tudor Pro Cycling Team \| + 13 s \| \| \| 4.º \| Max Poole \| Team DSM \| + 16 s \| \| \| 5.º \| Sylvain Moniquet \| Lotto Dstny \| + 18 s \| \| \| 6.º \| Oscar Onley \| Team DSM \| + 22 s \| \| \| 7.º \| Matteo Fabbro \| Bora-Hansgrohe \| + 22 s \| \| \| 8.º \| Egan Bernal \| Ineos Grenadiers \| + 22 s \| \| \| 9.º \| Davide Piganzoli \| Eolo-Kometa \| + 45 s \| \| \| 10.º \| Abel Balderstone \| Caja Rural-Seguros RGA \| + 45 s \| \| |                  |                        |                  |
| |                  |                        |                  |
| Fuente: ProCyclingStats |                  |                        |                  |
| Clasificación general |                  |                        |                  |
| Ciclista | Ciclista         | Equipo                 | Tiempo           |
| 1.º | Marc Hirschi     | UAE Team Emirates      | 17 h 19 min 28 s |
| 2.º | Ben Tulett       | Ineos Grenadiers       | + 10 s           |
| 3.º | Yannis Voisard   | Tudor Pro Cycling Team | + 13 s           |
| 4.º | Max Poole        | Team DSM               | + 16 s           |
| 5.º | Sylvain Moniquet | Lotto Dstny            | + 18 s           |
| 6.º | Oscar Onley      | Team DSM               | + 22 s           |
| 7.º | Matteo Fabbro    | Bora-Hansgrohe         | + 22 s           |
| 8.º | Egan Bernal      | Ineos Grenadiers       | + 22 s           |
| 9.º | Davide Piganzoli | Eolo-Kometa            | + 45 s           |
| 10.º | Abel Balderstone | Caja Rural-Seguros RGA | + 45 s           |

### 5.ª etapa
| Budapest - Budapest | etapa llana | (150 km) |

Etapa cancelada.

## Clasificaciones finales
- Las clasificaciones finalizaron de la siguiente forma:[4]

### Clasificación general
| \| Clasificación general \| Clasificación general \| Clasificación general \| Clasificación general \| Clasificación general \| \| Ciclista \| Ciclista \| Equipo \| Tiempo \| \| \| --------------------- \| --------------------- \| ---------------------- \| --------------------- \| --------------------- \| \| 1.º \| Marc Hirschi \| UAE Team Emirates \| 17 h 19 min 28 s \| \| \| 2.º \| Ben Tulett \| Ineos Grenadiers \| + 10 s \| \| \| 3.º \| Yannis Voisard \| Tudor Pro Cycling Team \| + 13 s \| \| \| 4.º \| Max Poole \| Team DSM \| + 16 s \| \| \| 5.º \| Sylvain Moniquet \| Lotto Dstny \| + 18 s \| \| \| 6.º \| Oscar Onley \| Team DSM \| + 22 s \| \| \| 7.º \| Matteo Fabbro \| Bora-Hansgrohe \| + 22 s \| \| \| 8.º \| Egan Bernal \| Ineos Grenadiers \| + 22 s \| \| \| 9.º \| Davide Piganzoli \| Eolo-Kometa \| + 45 s \| \| \| 10.º \| Abel Balderstone \| Caja Rural-Seguros RGA \| + 45 s \| \| |                  |                        |                  |
| |                  |                        |                  |
| Fuente: ProCyclingStats |                  |                        |                  |
| Clasificación general |                  |                        |                  |
| Ciclista | Ciclista         | Equipo                 | Tiempo           |
| 1.º | Marc Hirschi     | UAE Team Emirates      | 17 h 19 min 28 s |
| 2.º | Ben Tulett       | Ineos Grenadiers       | + 10 s           |
| 3.º | Yannis Voisard   | Tudor Pro Cycling Team | + 13 s           |
| 4.º | Max Poole        | Team DSM               | + 16 s           |
| 5.º | Sylvain Moniquet | Lotto Dstny            | + 18 s           |
| 6.º | Oscar Onley      | Team DSM               | + 22 s           |
| 7.º | Matteo Fabbro    | Bora-Hansgrohe         | + 22 s           |
| 8.º | Egan Bernal      | Ineos Grenadiers       | + 22 s           |
| 9.º | Davide Piganzoli | Eolo-Kometa            | + 45 s           |
| 10.º | Abel Balderstone | Caja Rural-Seguros RGA | + 45 s           |

### Clasificación de la montaña
| Clasificación de la montaña | Clasificación de la montaña | Clasificación de la montaña | Clasificación de la montaña | Clasificación de la montaña |
| Ciclista                    | Ciclista                    | Equipo                      | Puntos                      |                             |
| --------------------------- | --------------------------- | --------------------------- | --------------------------- | --------------------------- |
| 1.º                         | Sebastian Schönberger       | Human Powered Health        | 38 pts                      |                             |
| 2.º                         | Filippo Ridolfo             | Team Novo Nordisk           | 28 pts                      |                             |
| 3.º                         | Yves Lampaert               | Soudal Quick-Step           | 22 pts                      |                             |
| 4.º                         | Jasper De Buyst             | Lotto Dstny                 | 22 pts                      |                             |
| 5.º                         | Dries De Bondt              | Alpecin-Deceuninck          | 18 pts                      |                             |
| 6.º                         | Marc Hirschi                | UAE Team Emirates           | 16 pts                      |                             |
| 7.º                         | Yannis Voisard              | Tudor Pro Cycling Team      | 15 pts                      |                             |
| 8.º                         | Jarrad Drizners             | Lotto Dstny                 | 15 pts                      |                             |
| 9.º                         | David Martín Romero         | Eolo-Kometa                 | 12 pts                      |                             |
| 10.º                        | Matúš Štoček                | ATT Investments             | 11 pts                      |                             |

### Clasificación por puntos
| Clasificación por puntos | Clasificación por puntos | Clasificación por puntos | Clasificación por puntos | Clasificación por puntos |
| Ciclista                 | Ciclista                 | Equipo                   | Puntos                   |                          |
| ------------------------ | ------------------------ | ------------------------ | ------------------------ | ------------------------ |
| 1.º                      | Matúš Štoček             | ATT Investments          | 28 pts                   |                          |
| 2.º                      | Marc Hirschi             | UAE Team Emirates        | 23 pts                   |                          |
| 3.º                      | Dries De Bondt           | Alpecin-Deceuninck       | 22 pts                   |                          |
| 4.º                      | Ben Tulett               | Ineos Grenadiers         | 21 pts                   |                          |
| 5.º                      | Phil Bauhaus             | Bahrain Victorious       | 20 pts                   |                          |
| 6.º                      | Fabio Jakobsen           | Soudal Quick-Step        | 19 pts                   |                          |
| 7.º                      | Yannis Voisard           | Tudor Pro Cycling Team   | 18 pts                   |                          |
| 8.º                      | Sylvain Moniquet         | Lotto Dstny              | 18 pts                   |                          |
| 9.º                      | Thibau Nys               | Trek-Segafredo           | 17 pts                   |                          |
| 10.º                     | Dylan Groenewegen        | Team Jayco AlUla         | 15 pts                   |                          |

### Clasificación por equipos
| Clasificación por equipos | Clasificación por equipos | Clasificación por equipos | Clasificación por equipos |
| Equipo                    | Equipo                    | Tiempo                    |                           |
| ------------------------- | ------------------------- | ------------------------- | ------------------------- |
| 1.º                       | Ineos Grenadiers          | 52 h 00 min 30 s          |                           |
| 2.º                       | Eolo-Kometa               | + 1 min 33 s              |                           |
| 3.º                       | Caja Rural-Seguros RGA    | + 3 min 17 s              |                           |
| 4.º                       | ATT Investments           | + 4 min 25 s              |                           |
| 5.º                       | Tudor Pro Cycling Team    | + 4 min 25 s              |                           |
| 6.º                       | Team Jayco AlUla          | + 4 min 34 s              |                           |
| 7.º                       | Lotto Dstny               | + 5 min 07 s              |                           |
| 8.º                       | Soudal Quick-Step         | + 5 min 27 s              |                           |
| 9.º                       | Israel-Premier Tech       | + 6 min 19 s              |                           |
| 10.º                      | Trek-Segafredo            | + 7 min 38 s              |                           |

## Evolución de las clasificaciones
| Etapa                   |                         | Ganador _         | Clasificación general | Puntos            | Montaña               | Jóvenes      | Equipo _          |
| ----------------------- | ----------------------- | ----------------- | --------------------- | ----------------- | --------------------- | ------------ | ----------------- |
| 1.ª etapa               | etapa llana             | Dylan Groenewegen | Dylan Groenewegen     | Dylan Groenewegen | Matúš Štoček          | Balázs Rózsa | UAE Team Emirates |
| 2.ª etapa               | etapa llana             | Fabio Jakobsen    | Fabio Jakobsen        | Phil Bauhaus      | Matúš Štoček          | Balázs Rózsa | Trek-Segafredo    |
| 3.ª etapa               | etapa de media montaña  | Marc Hirschi      | Marc Hirschi          | Matúš Štoček      | Filippo Ridolfo       | Márton Dina  | Ineos Grenadiers  |
| 4.ª etapa               | etapa de media montaña  | Yannis Voisard    | Marc Hirschi          | Matúš Štoček      | Sebastian Schönberger | Márton Dina  | Ineos Grenadiers  |
| 5.ª etapa               | etapa llana             | cancelada         | Marc Hirschi          | Matúš Štoček      | Sebastian Schönberger | no otorgado  | Ineos Grenadiers  |
| Clasificaciones finales | Clasificaciones finales |                   | Marc Hirschi          | Matúš Štoček      | Sebastian Schönberger | no otorgado  | Ineos Grenadiers  |

## UCI World Ranking
El Tour de Hungría otorgó puntos para el UCI World Ranking para corredores de los equipos en las categorías UCI WorldTeam, UCI ProTeam y Continental. Las siguientes tablas son el baremo de puntuación y los diez corredores que obtuvieron más puntos:
| Posición              | 1.º | 2.º | 3.º | 4.º | 5.º | 6.º | 7.º | 8.º | 9.º | 10.º | 11.º | 12.º | 13.º | 14.º | 15.º | 16.º-30.º | 31.º-40.º |
| Clasificación general | 200 | 150 | 125 | 100 | 85  | 70  | 60  | 50  | 40  | 35   | 30   | 25   | 20   | 15   | 10   | 5         | 3         |
| Por etapa             | 20  | 15  | 10  | 5   | 3   |     |     |     |     |      |      |      |      |      |      |           |           |
| Líder                 | 5   |     |     |     |     |     |     |     |     |      |      |      |      |      |      |           |           |

| Clasificación |                  |                        |         |       |       |       |
| Posición      | Ciclista         | Equipo                 | General | Etapa | Líder | Total |
| ------------- | ---------------- | ---------------------- | ------- | ----- | ----- | ----- |
| 1.º           | Marc Hirschi     | UAE Emirates           | 200     | 25    | 10    | 235   |
| 2.º           | Ben Tulett       | INEOS Grenadiers       | 150     | 18    | -     | 168   |
| 3.º           | Yannis Voisard   | Tudor                  | 125     | 20    | -     | 145   |
| 4.º           | Max Poole        | DSM                    | 100     | 10    | -     | 110   |
| 5.º           | Sylvain Moniquet | Lotto Dstny            | 85      | 15    | -     | 100   |
| 6.º           | Oscar Onley      | DSM                    | 70      | 3     | -     | 73    |
| 7.º           | Matteo Fabbro    | Bora-Hansgrohe         | 60      | -     | -     | 60    |
| 8.º           | Egan Bernal      | INEOS Grenadiers       | 50      | -     | -     | 50    |
| 9.º           | Davide Piganzoli | EOLO-KOMETA            | 40      | -     | -     | 40    |
| 10.º          | Abel Balderstone | Caja Rural-Seguros RGA | 35      | -     | -     | 35    |